# Bradycinetulus fossatus
Bradycinetulus fossatus is een keversoort uit de familie cognackevers (Bolboceratidae). De wetenschappelijke naam van de soort werd in 1853 gepubliceerd door Samuel Stehman Haldeman.